# Olivier Romac
 (octobre 2018).
Olivier Romac, né le  29 juin 1967 à Dombasle-sur-Meurthe, est un auteur et illustrateur de récits de fantasy et d'aventures.

## Biographie
Après des études agricoles où il se spécialise dans la conception paysagère, il s'intéresse à l’image numérique. Il débute comme graphiste dans l’habillage et le montage vidéo. Il intègre différents postes de graphiste et d’animateur multimédia pendant plusieurs années. Il publie son premier livre en 2011 aux Éditions Kotoji. Il réalise, en parallèle à son activité d'auteur, les maquettes et le lettrage d'autres livres. Occasionnellement, il officie comme coloriste et collabore avec d’autres auteurs en tant qu’illustrateur. Son travail le plus important porte sur sa série Brindille, dont le premier tome paraît aux Éditions Fugues en Bulles en 2014.
Il a participé au collectif du livre Quartiers libres qui réunit pour l’occasion six auteurs nancéiens.

## Œuvre

### Auteur et illustrateur: œuvre personnelle
- Un air de fantaisie, 2011, éd. Kotoji (art-book).
- Série Brindille, éd. Fugues-en-bulles :
  - Tome 1 : Brindille, 2014.
  - Tome 2 : Le Monde caché, 2015.
  - Tome 3 : La Princesse de feu, 2016.
- Sous le cerisier des Souvenirs, éd. Kotoji, collection jeunesse Koto-J, 2016.
- Mon amour de Margotin, éd. Brindille, 2017.
- Brindille et l'ambre des souvenirs, éd. Brindille, 2018.
- De nouveaux mondes, éd. Brindille, 2019.
- La maison Bergeret et les artistes de l'École de Nancy, éd. Brindille, 2020.
- À la rencontre de Louisa, éd. Brindille, 2022.

### Auteur et illustrateur: en collaboration
Sauf mention contraire, Romac est illustrateur dans ces ouvrages.
- La plus grande cuillère à riz du monde (2012) - scénariste : Sirisombath, éd. Kotoji.
- Nancy / Kanazawa (2013) - scénariste : Sirisombath / Olivier Romac, éd. Kotoji.
- Série Annie et Kuma (BD jeunesse) :
  - Annie et Kuma au Japon (2017) - scénariste : Jérémy Semet, éd. Kotoji.
  - Annie et Kuma en Chine (2017) - scénariste : Jérémy Semet, éd. Kotoji.
  - Annie et Kuma en Angleterre (2017) - scénariste : Jérémy Semet, éd. Kotoji.
- Le Chenal (2017) - scénariste : Thierry Boulanger ; illustrateur : Thierry Boulanger ; coloriste : Olivier Romac, éd. Kotoji.
- Quartiers libres (2018) : Collectif avec Baru, Sylvie Bessard, Romain Dutreix, Thierry Martin, Olivier Romac et Zoé Thouron, éd. La Parenthèse.

## Prix et récompenses
- 2015 : Prix du Républicain Lorrain pour Brindille au festival de la BD de Marly[3].